# Lucio Russo

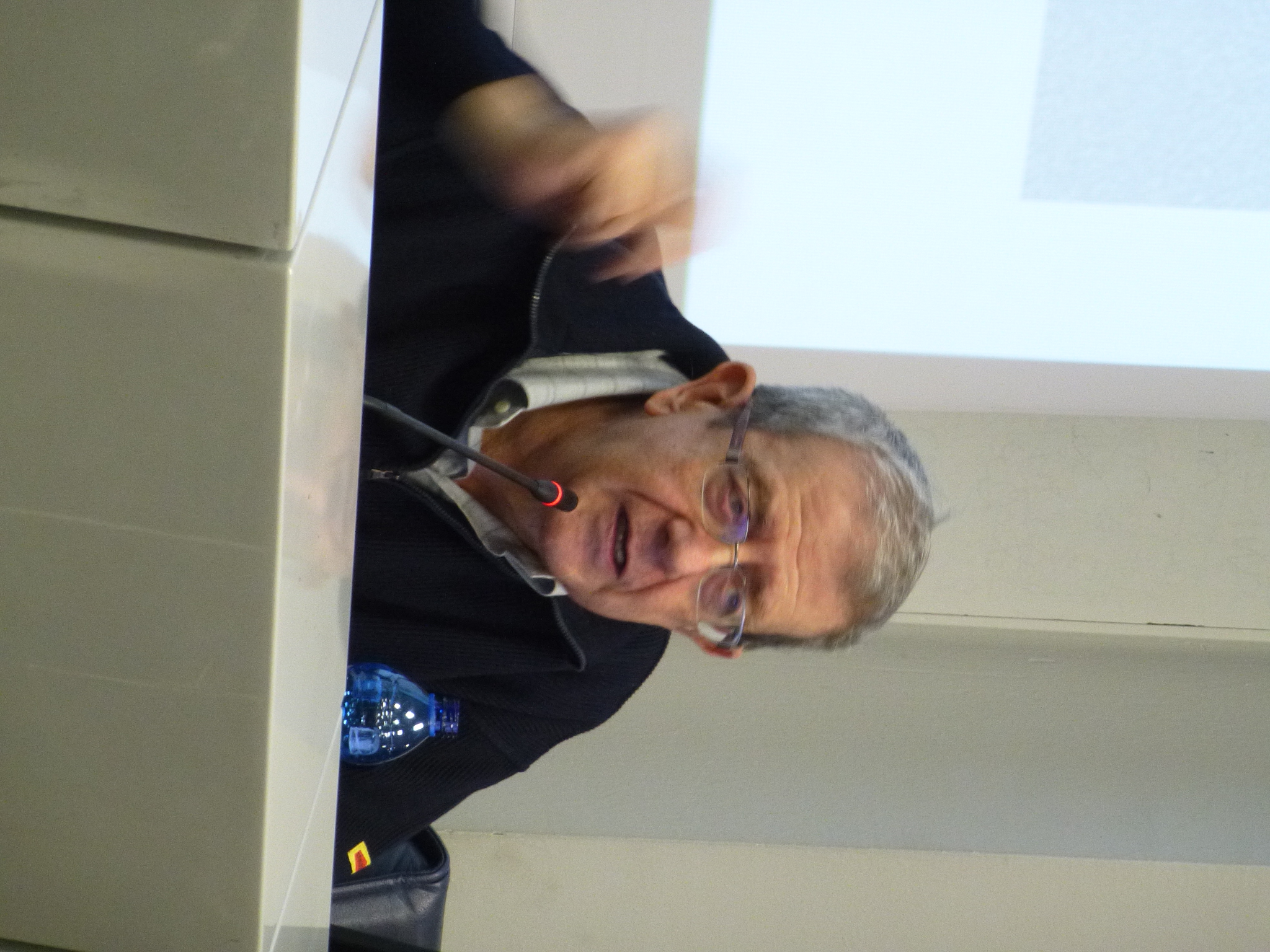
Lucio Russo (2014)

Lucio Russo (ur. 22 listopada 1944 w Wenecji, zm. 12 lipca 2025 w Bolonii) – włoski naukowiec: fizyk, matematyk i historyk nauki.

## Życiorys
Studia fizyki ukończył w Neapolu w 1969. Za osiągnięcia w dziedzinie rachunku prawdopodobieństwa został w 1981 mianowany profesorem nadzwyczajnym. Od 1984 kieruje Katedrą Rachunku Prawdopodobieństwa na Università degli studi di Roma Tor Vergata.
Najbardziej znaną jego książką jest La Rivoluzione Dimenticata (1997), poświęcona dość szczegółowej analizie rozkwitu nauk ścisłych w Aleksandrii III w. p.n.e. Książkę tę na język polski przetłumaczył i wydał pt. Zapomniana rewolucja. Grecka myśl naukowa a nauka nowoczesna w 2005 (Kraków) Ireneusz Kania. Istnieje też przekład angielski, niemiecki i grecki. Oprócz szeregu recenzji pochwalnych praca ta spotkała się jednak też z wieloma zarzutami, przede wszystkim stronniczego przypisywania osiągnięć szkole aleksandryjskiej nawet tam, gdzie nie ma na to konkretnych dowodów.

## Książki przetłumaczone na język polski
- Zapomniana rewolucja. Grecka myśl naukowa a nauka nowoczesna, 2005
- Świat przed Kolumbem, 2019